# 유창무
유창무(柳昌茂, 1950년 10월 14일 ~ )는 대한민국의 제7대 중소기업청장을 역임한 공무원이다. 본관은 진주이며, 충청북도 괴산군 출신이다.

## 학력
- 1971년 : 성균관대학교 행정학 학사
- 1987년 : 브루넬대학교 대학원 경영학 석사

## 경력
- 1973 : 제13회 행정고시 합격
- 1995 : 통상산업부 원자력발전과장
- 1997 : 통상산업부 자원정책심의관
- 1997 : 주 구주연합대표부 참사관
- 2000.09 ~ 2001.05 : 산업자원부 에너지산업심의관
- 2001.05 ~ 2003.02 : 산업자원부 무역위원회 상임위원
- 2003.03 ~ 2004.07 : 중소기업청장
- 2004.11 ~ 2006.05 : 한국무역정보통신(KTNET) 사장
- 2004.11 ~ 2005.12 : 범아시아전자상거래연맹 의장
- 2006.05 : 한국무역협회 상근부회장
- 2008.09 ~ 2011.06 : K-sure 한국무역보험공사 사장

## 수상
- 2005년 : 한국생산성학회 생산성 CEO대상
- 2005년 : 황조근정훈장